# Iván Krylov
Iván Andréyevich Krylov, en ruso original Иван Андреевич Крылов (Moscú, 13 de febrero de 1769-San Petersburgo, 21 de noviembre de 1844) fue un comediógrafo y poeta ruso.

## Biografía

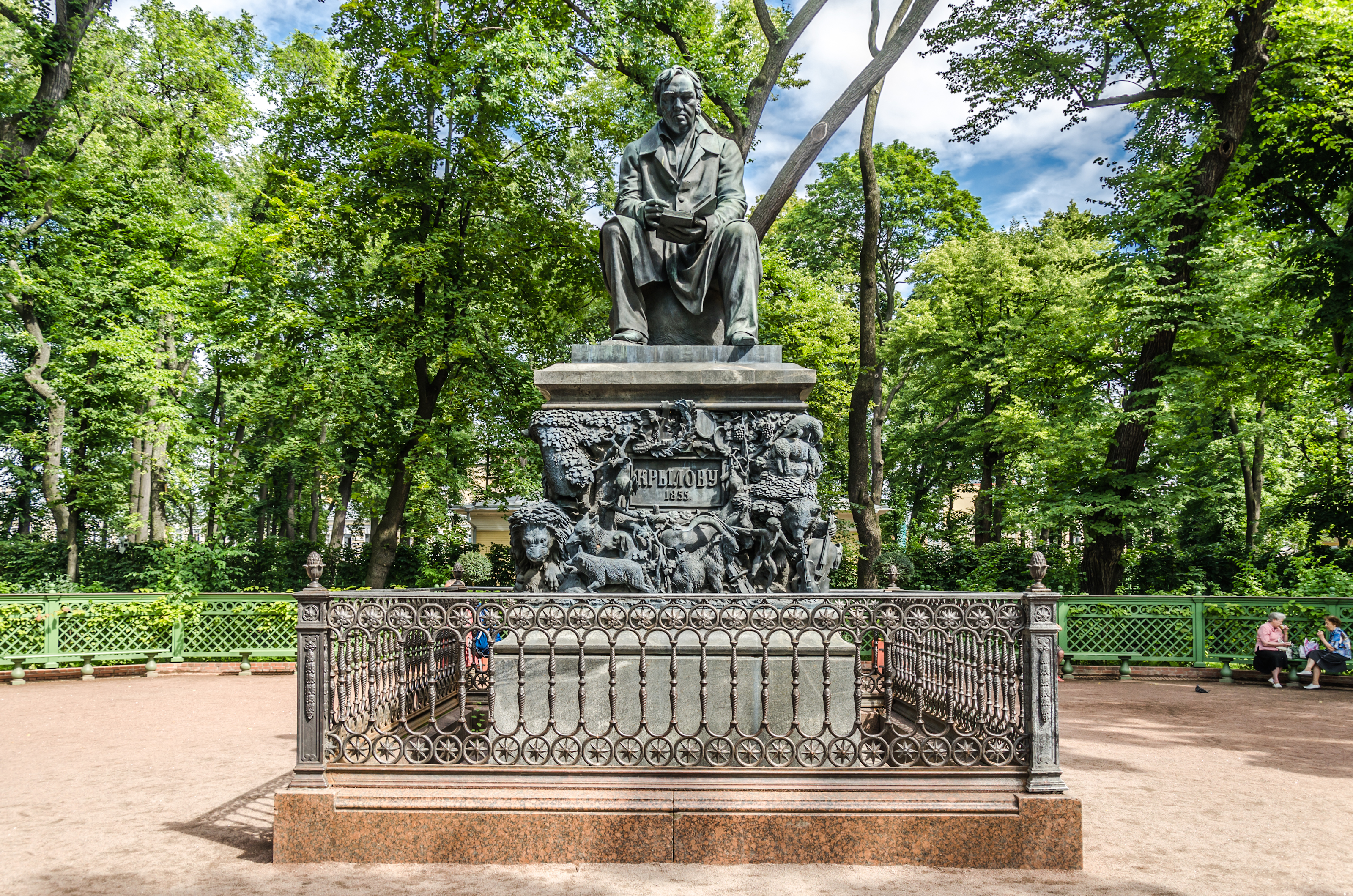
Monumento en homenaje a Iván Krylov en el Jardín de Verano (1854-55) por Peter Klodt von Urgensburg.

Nació en Moscú. Pequeño empleado de la burocracia imperial, se dio a conocer como escritor satírico y social en San Petersburgo con obras como El correo de los espíritus (1789), El espectador (1792) y El mercurio de San Petersburgo. Tras haber empezado una carrera dramática con diversos dramas y comedias satíricas como El negocio de moda (1806) y Lecciones a las hijas (1807), publicó en 1809 una primera colección de 23 fábulas que tuvieron un enorme éxito. A este volumen siguieron otros ocho entre 1810 y 1820 del mismo género que le valieron al autor una inmensa popularidad en su país y ser tenido en la actualidad como el fabulista por excelencia de la literatura rusa. En Moscú, el estanque del Patriarca está adornado con estatuas referentes a sus fábulas. Falleció el 21 de noviembre de 1844.
Las fábulas de Krylov se inspiran a menudo en las de Esopo y La Fontaine y revelan un pensamiento pequeñoburgués lleno de sentido común y un cierto filisteísmo ético. Ataca todos los vicios humanos, pero en especial la incompetencia, la arrogancia y la estupidez con especial referencia a la vida contemporánea.